# Llista d'asteroides/202701-202800
| Nom      | Designació provisional | Data de descobriment   | Lloc de descobriment | Descobridor/s          |
| -------- | ---------------------- | ---------------------- | -------------------- | ---------------------- |
| 202701 - | 2007 FB38              | 25 de març de 2007     | Catalina             | CSS                    |
| 202702 - | 2007 FT42              | 26 de març de 2007     | Catalina             | CSS                    |
| 202703 - | 2007 FO43              | 28 de març de 2007     | Siding Spring        | SSS                    |
| 202704 - | 2007 GN6               | 14 d'abril de 2007     | Moletai              | MAO                    |
| 202705 - | 2007 GH16              | 11 d'abril de 2007     | Kitt Peak            | Spacewatch             |
| 202706 - | 2007 GL16              | 11 d'abril de 2007     | Kitt Peak            | Spacewatch             |
| 202707 - | 2007 GN20              | 11 d'abril de 2007     | Mount Lemmon         | Mount Lemmon Survey    |
| 202708 - | 2007 GD23              | 11 d'abril de 2007     | Mount Lemmon         | Mount Lemmon Survey    |
| 202709 - | 2007 GE25              | 12 d'abril de 2007     | Siding Spring        | SSS                    |
| 202710 - | 2007 GR26              | 14 d'abril de 2007     | Kitt Peak            | Spacewatch             |
| 202711 - | 2007 GS54              | 15 d'abril de 2007     | Kitt Peak            | Spacewatch             |
| 202712 - | 2007 GC61              | 15 d'abril de 2007     | Kitt Peak            | Spacewatch             |
| 202713 - | 2007 GP64              | 15 d'abril de 2007     | Kitt Peak            | Spacewatch             |
| 202714 - | 2007 HZ7               | 18 d'abril de 2007     | Anderson Mesa        | LONEOS                 |
| 202715 - | 2007 HF16              | 19 d'abril de 2007     | Lulin Observatory    | LUSS                   |
| 202716 - | 2007 HC19              | 18 d'abril de 2007     | Anderson Mesa        | LONEOS                 |
| 202717 - | 2007 HC20              | 18 d'abril de 2007     | Kitt Peak            | Spacewatch             |
| 202718 - | 2007 HN25              | 18 d'abril de 2007     | Mount Lemmon         | Mount Lemmon Survey    |
| 202719 - | 2007 HE27              | 18 d'abril de 2007     | Mount Lemmon         | Mount Lemmon Survey    |
| 202720 - | 2007 HF35              | 19 d'abril de 2007     | Kitt Peak            | Spacewatch             |
| 202721 - | 2007 HF36              | 19 d'abril de 2007     | Kitt Peak            | Spacewatch             |
| 202722 - | 2007 HU43              | 22 d'abril de 2007     | Mount Lemmon         | Mount Lemmon Survey    |
| 202723 - | 2007 HY62              | 22 d'abril de 2007     | Mount Lemmon         | Mount Lemmon Survey    |
| 202724 - | 2007 HD65              | 22 d'abril de 2007     | Mount Lemmon         | Mount Lemmon Survey    |
| 202725 - | 2007 HG75              | 22 d'abril de 2007     | Kitt Peak            | Spacewatch             |
| 202726 - | 2007 HN79              | 23 d'abril de 2007     | Mount Lemmon         | Mount Lemmon Survey    |
| 202727 - | 2007 HP90              | 25 d'abril de 2007     | Kitt Peak            | Spacewatch             |
| 202728 - | 2007 JU9               | 9 de maig de 2007      | Reedy Creek          | J. Broughton           |
| 202729 - | 2007 JK12              | 7 de maig de 2007      | Kitt Peak            | Spacewatch             |
| 202730 - | 2007 JU12              | 7 de maig de 2007      | Kitt Peak            | Spacewatch             |
| 202731 - | 2007 JU13              | 9 de maig de 2007      | Mount Lemmon         | Mount Lemmon Survey    |
| 202732 - | 2007 JW15              | 10 de maig de 2007     | Mount Lemmon         | Mount Lemmon Survey    |
| 202733 - | 2007 JM22              | 9 de maig de 2007      | Kitt Peak            | Spacewatch             |
| 202734 - | 2007 JU32              | 12 de maig de 2007     | Mount Lemmon         | Mount Lemmon Survey    |
| 202735 - | 2007 KJ1               | 17 de maig de 2007     | Kitt Peak            | Spacewatch             |
| 202736 - | 2007 KB2               | 18 de maig de 2007     | Heidelberg           | F. Hormuth             |
| 202737 - | 2007 KT5               | 24 de maig de 2007     | Mount Lemmon         | Mount Lemmon Survey    |
| 202738 - | 2007 LK1               | 10 de juny de 2007     | Bisei SG Center      | BATTeRS                |
| 202739 - | 2007 LP29              | 15 de juny de 2007     | Kitt Peak            | Spacewatch             |
| 202740 - | 2007 LB30              | 11 de juny de 2007     | Mauna Kea            | D. D. Balam            |
| 202741 - | 2007 LQ32              | 15 de juny de 2007     | Socorro              | LINEAR                 |
| 202742 - | 2007 MZ11              | 21 de juny de 2007     | Mount Lemmon         | Mount Lemmon Survey    |
| 202743 - | 2007 MB12              | 21 de juny de 2007     | Mount Lemmon         | Mount Lemmon Survey    |
| 202744 - | 2007 MW14              | 20 de juny de 2007     | Kitt Peak            | Spacewatch             |
| 202745 - | 2007 ND                | 6 de juliol de 2007    | Reedy Creek          | J. Broughton           |
| 202746 - | 2007 NO                | 8 de juliol de 2007    | Reedy Creek          | J. Broughton           |
| 202747 - | 2007 OU1               | 18 de juliol de 2007   | Reedy Creek          | J. Broughton           |
| 202748 - | 2007 OV3               | 18 de juliol de 2007   | Eskridge             | Eskridge               |
| 202749 - | 2007 PH3               | 6 d'agost de 2007      | Siding Spring        | SSS                    |
| 202750 - | 2007 PQ7               | 9 d'agost de 2007      | La Cañada            | J. Lacruz              |
| 202751 - | 2007 PR23              | 12 d'agost de 2007     | Socorro              | LINEAR                 |
| 202752 - | 2007 PX30              | 5 d'agost de 2007      | Socorro              | LINEAR                 |
| 202753 - | 2007 PK45              | 7 d'agost de 2007      | Siding Spring        | SSS                    |
| 202754 - | 2007 PK46              | 9 d'agost de 2007      | Kitt Peak            | Spacewatch             |
| 202755 - | 2007 QW1               | 20 d'agost de 2007     | Bisei SG Center      | BATTeRS                |
| 202756 - | 2007 QL11              | 23 d'agost de 2007     | Kitt Peak            | Spacewatch             |
| 202757 - | 2007 QY14              | 23 d'agost de 2007     | Kitt Peak            | Spacewatch             |
| 202758 - | 2007 RJ19              | 4 de setembre de 2007  | Junk Bond            | D. Healy               |
| 202759 - | 2007 RL57              | 9 de setembre de 2007  | Kitt Peak            | Spacewatch             |
| 202760 - | 2007 RP64              | 10 de setembre de 2007 | Mount Lemmon         | Mount Lemmon Survey    |
| 202761 - | 2007 RB65              | 10 de setembre de 2007 | Mount Lemmon         | Mount Lemmon Survey    |
| 202762 - | 2007 RS69              | 10 de setembre de 2007 | Kitt Peak            | Spacewatch             |
| 202763 - | 2007 RW94              | 10 de setembre de 2007 | Kitt Peak            | Spacewatch             |
| 202764 - | 2007 RM152             | 10 de setembre de 2007 | Kitt Peak            | Spacewatch             |
| 202765 - | 2007 RZ155             | 10 de setembre de 2007 | Mount Lemmon         | Mount Lemmon Survey    |
| 202766 - | 2007 RE197             | 13 de setembre de 2007 | Mount Lemmon         | Mount Lemmon Survey    |
| 202767 - | 2007 RA220             | 14 de setembre de 2007 | Mount Lemmon         | Mount Lemmon Survey    |
| 202768 - | 2007 RT228             | 11 de setembre de 2007 | Mount Lemmon         | Mount Lemmon Survey    |
| 202769 - | 2007 RF234             | 12 de setembre de 2007 | Catalina             | CSS                    |
| 202770 - | 2007 RW238             | 14 de setembre de 2007 | Catalina             | CSS                    |
| 202771 - | 2007 RH278             | 5 de setembre de 2007  | Catalina             | CSS                    |
| 202772 - | 2007 TS                | 3 d'octubre de 2007    | RAS                  | A. Lowe                |
| 202773 - | 2007 TY2               | 3 d'octubre de 2007    | Tiki                 | Tiki                   |
| 202774 - | 2007 TX213             | 7 d'octubre de 2007    | Kitt Peak            | Spacewatch             |
| 202775 - | 2007 TF235             | 9 d'octubre de 2007    | Mount Lemmon         | Mount Lemmon Survey    |
| 202776 - | 2007 TK348             | 14 d'octubre de 2007   | Mount Lemmon         | Mount Lemmon Survey    |
| 202777 - | 2007 TP351             | 14 d'octubre de 2007   | Mount Lemmon         | Mount Lemmon Survey    |
| 202778 - | 2007 UN3               | 16 d'octubre de 2007   | Andrushivka          | Andrushivka            |
| 202779 - | 2007 UY10              | 18 d'octubre de 2007   | Anderson Mesa        | LONEOS                 |
| 202780 - | 2007 VA169             | 5 de novembre de 2007  | Kitt Peak            | Spacewatch             |
| 202781 - | 2007 VP297             | 11 de novembre de 2007 | Catalina             | CSS                    |
| 202782 - | 2007 VM299             | 12 de novembre de 2007 | Catalina             | CSS                    |
| 202783 - | 2007 YK2               | 19 de desembre de 2007 | Mount Lemmon         | Mount Lemmon Survey    |
| 202784 - | 2008 DJ69              | 29 de febrer de 2008   | XuYi                 | PMO NEO Survey Program |
| 202785 - | 2008 GE44              | 4 d'abril de 2008      | Kitt Peak            | Spacewatch             |
| 202786 - | 2008 MF1               | 28 de juny de 2008     | Siding Spring        | SSS                    |
| 202787 - | 2008 OG                | 25 de juliol de 2008   | OAM                  | La Sagra               |
| 202788 - | 2008 OK18              | 30 de juliol de 2008   | Mount Lemmon         | Mount Lemmon Survey    |
| 202789 - | 2008 PU11              | 9 d'agost de 2008      | Reedy Creek          | J. Broughton           |
| 202790 - | 2008 QR3               | 25 d'agost de 2008     | Piszkéstető          | K. Sárneczky           |
| 202791 - | 2008 QC4               | 24 d'agost de 2008     | OAM                  | La Sagra               |
| 202792 - | 2008 QB6               | 25 d'agost de 2008     | Reedy Creek          | J. Broughton           |
| 202793 - | 2008 QG13              | 27 d'agost de 2008     | OAM                  | La Sagra               |
| 202794 - | 2008 QO16              | 25 d'agost de 2008     | OAM                  | La Sagra               |
| 202795 - | 2008 QD17              | 27 d'agost de 2008     | OAM                  | La Sagra               |
| 202796 - | 2008 QQ29              | 24 d'agost de 2008     | OAM                  | La Sagra               |
| 202797 - | 2008 QR30              | 30 d'agost de 2008     | Socorro              | LINEAR                 |
| 202798 - | 2008 QG36              | 21 d'agost de 2008     | Kitt Peak            | Spacewatch             |
| 202799 - | 2008 RB22              | 3 de setembre de 2008  | OAM                  | La Sagra               |
| 202800 - | 2008 RZ34              | 2 de setembre de 2008  | Kitt Peak            | Spacewatch             |